# Melodifestivalen 2005

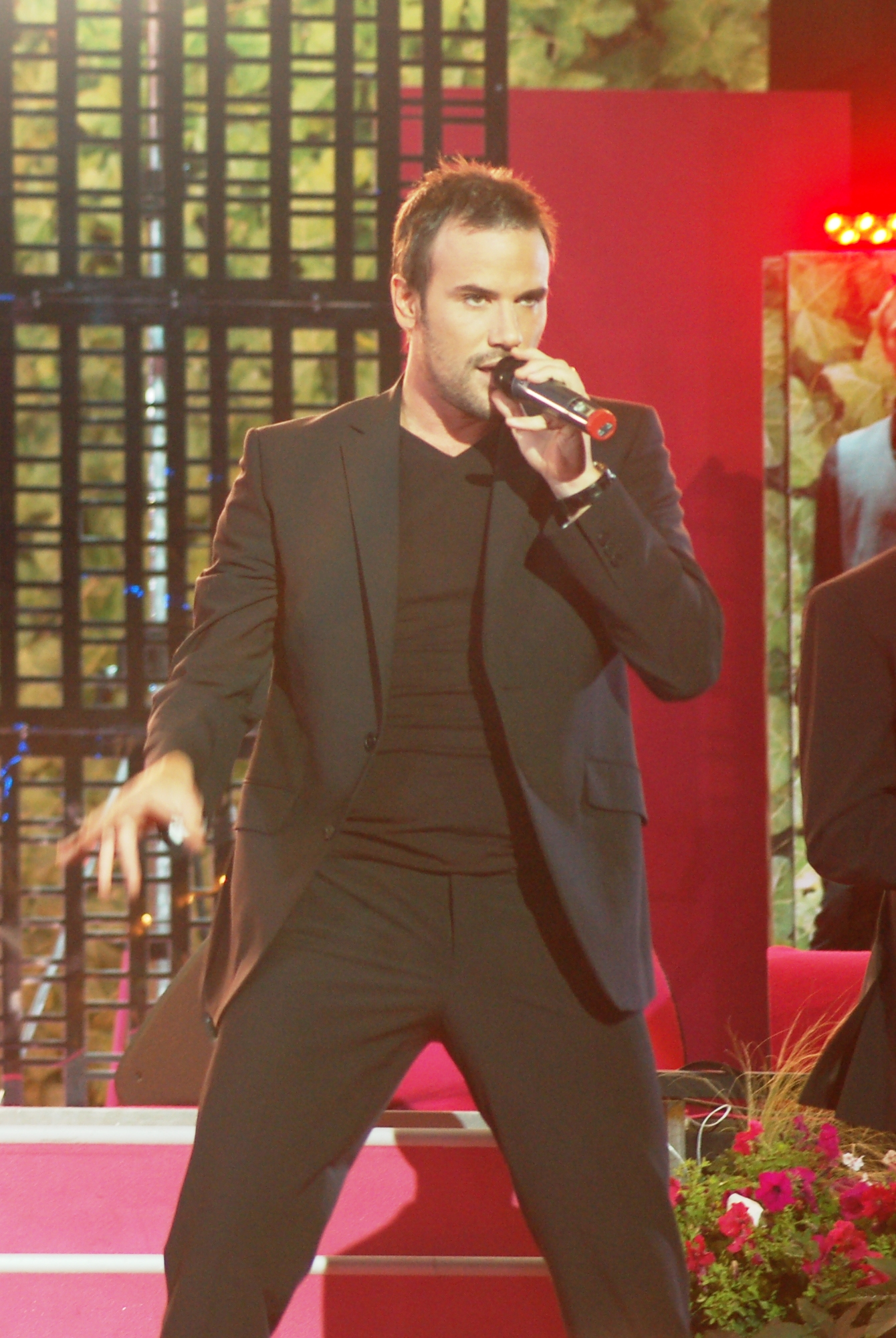
Martin Stenmarck vann Melodifestivalen 2005 med låten "Las Vegas".

Melodifestivalen 2005 var den 45:e upplagan av Melodifestivalen tillika Sveriges uttagning till Eurovision Song Contest 2005, som detta år arrangerades i Kiev, Ukraina. Tävlingen utgjordes av en turné bestående av fyra deltävlingar à åtta bidrag, uppsamlingsheatet Andra chansen och slutligen en final där vinnaren, ”Las Vegas” med Martin Stenmarck, korades.

## Tävlingsupplägg
Sveriges Television lät för fjärde året i rad använda sig av det deltävlingsformat som inför 2002 års tävling introducerades till tävlingen; tittarna avgjorde genom telefonröstning resultatet i de fyra deltävlingarna och uppsamlingsheatet Andra chansen, innan en final arrangerades. De fyra deltävlingarna sändes detta år från Göteborg, Linköping, Skellefteå och Växjö, och Andra chansen och finalen från Stockholm. Av totalt 3 131 inskickade bidrag valde en urvalsjury, tillsatt av Sveriges Television, med hjälp av Svenska musikförläggarföreningen ut 28 av tävlingens 32 bidrag, varpå Sveriges Television kompletterade med ytterligare fyra; bidragen fördelades sedan jämnt över de fyra deltävlingarna. Varje deltävling avgjordes i två omgångar; i den första röstade tittarna vidare fem bidrag, vilka sedan visades i kortare versioner i form av en snabbrepris; i den andra röstade tittarna vidare de två bidrag med flest röster till final och de två med tredje och fjärde flest röster till uppsamlingsheatet Andra chansen, varpå det med femte flest röster fick lämna tävlingen. Totalt gick alltså 16 bidrag vidare från de fyra deltävlingarna, åtta till final och åtta till Andra chansen; de nionde och tionde finalplatserna utsågs av tittarna i det sistnämnda uppsamlingsheatet. Finalen utgjordes sedermera av tio bidrag. Likt tidigare år delade tittarna där makten med elva jurygrupper representerade av Sveriges Televisions elva regionala nyhetsregioner.
Ursprungligen delade tittarna i deltävlingarna makten med en femmannajury, bestående av Cia Axelsson, Janne Schaffer, Joakim Vogel, Jonna Bergh Wahlström och Josefine Sundström. Denna jury hade för uppgift att i den första omgången utse två bidrag som skulle få tävla i nästkommande omgång; de gjordes sedermera sällskap av de tre bidrag som, utöver dessa två, fick flest röster i samband med att tittarröstningen avslutades. Sveriges Television uppgav att syftet med femmannajuryn var att ge "svårare" bidrag utökade chanser till avancemang, men då man i de två första deltävlingarna var helt överens med tittarna om resultatet skrotades formatet inför den tredje deltävlingen. Vilka bidrag som avancerade i egenskap av jury- respektive tittarfavoriter redovisades aldrig av Sveriges Television.
Inför årets tävling introducerades Sångfågeln som pris till tävlingens vinnare. Statyn, föreställande en guldig fågel, formgavs av Ernst Billgren och har sedan dess introduktion varje år tilldelats den vinnande artisten. Den 7 april samma år arrangerades en gala där samma pris tilldelades samtliga vinnare fram till och med tävlingen 2004.

### Regelverk
I enlighet med Melodifestivalens regelverk skulle tävlande artister och bidrag förhålla sig till följande:
- Endast svenska medborgare, folkbokförda i Sverige hösten 2004, fick skicka in bidrag till tävlingen. Den som under perioden 1 oktober 2004–30 mars 2005 var anställd eller uppdragstagare vid Sveriges Television ägde inte rätt att delta.
- Låtarna som skickades in fick inte överstiga tre minuter, och fick inte ha varit publicerade tidigare; Sveriges Television beslutade i sin tur när tävlingsbidragen fick släppas.
- Sveriges Television hade full beslutsrätt i att välja artist(er) till samtliga bidrag, varför de(n) som sjöng på respektive låts demoversion skulle vara beredda på att framföra bidraget i tävlingen.
- Inskickade bidrag fick framföras på valfritt språk; i samband med inskickning skulle en svensk text till låtar som inte sjöngs på svenska eller engelska bifogas.
- Maximalt sex personer, fyllda 16 år dagen då Eurovision Song Contest skulle komma att arrangeras, fick medverka i scennumret.
- Alla sånginsatser, inklusive körsång, skulle göras live, även om musiken låg förinspelad på band.
- Sveriges Television hade rätt att när som helst diskvalificera bidrag.

Av de 32 bidragen gavs förtur till tio bidrag som framfördes på svenska enligt beslut av SVT.

## Datum och händelser
- Den 9 september 2004 presenterades städerna som skulle komma att arrangera tävlingen.[9]
- Senast den 28 september 2004 skulle bidragen till Melodifestivalen vara inskickade eller poststämplade hos Sveriges Television.[8]
- Den 30 september 2004 släpptes biljetterna till deltävlingarna och finalen.[9]
- Den 19 oktober 2004 presenterades titlarna och upphovsmännen till de 28 bidrag som utsetts av urvalsjuryn.[10] Den 7 december 2004 presenterades artisterna till dessa bidrag.[11]
- Den 18 januari 2005 presenterades de fyra bidrag som tävlade i egenskap av jokrar;[12]
  - "Alcastar" med Alcazar
  - "Higher Ground" med Sanne Salomonsen
  - "Håll om mig" med Nanne Grönvall
  - "We Got It All" med K2 feat. Alannah Myles
- Den 20 januari 2005 presenterades tävlingens programledare.[13]

### Turnéplan
- Lördagen 12 februari 2005 – Deltävling 1, Scandinavium, Göteborg
- Lördagen 19 februari 2005 – Deltävling 2, Cloetta Center, Linköping
- Lördagen 26 februari 2005 – Deltävling 3, Skellefteå Kraft Arena, Skellefteå
- Lördagen 5 mars 2005 – Deltävling 4, Växjö Tipshall, Växjö
- Söndagen 6 mars 2005 – Andra chansen, Berns, Stockholm
- Lördagen 12 mars 2005 – Finalen, Globen, Stockholm

## Deltävlingarna
| Återkommande artister      | Återkommande artister                                    | Återkommande artister |
| Artist                     | Tidigare år (plac.)                                      | Tidigare år (plac.)   |
| Artist                     | Mel.                                                     | ESC                   |
| -------------------------- | -------------------------------------------------------- | --------------------- |
| Alcazar                    | 2003 (3:a)                                               | –                     |
| Anne-Lie Rydé              | 2004 (utsl.)                                             | –                     |
| Arja Saijonmaa             | 1987 (2:a)                                               | –                     |
| Cecilia Vennersten         | 1995 (2:a)                                               | –                     |
| Date                       | 2001 (6:a) 2002 (utsl.)                                  | –                     |
| Fredrik Kempe              | 2004 (utsl.)                                             | –                     |
| Jimmy Jansson              | 2002                                                     | –                     |
| Karl Martindahl            | 2004 (utsl.)                                             | –                     |
| LaGaylia                   | 2004 (utsl.)                                             | –                     |
| Mathias Holmgren           | 2003 (10:a)                                              | –                     |
| NaNa                       | 2004 (5:a)                                               | –                     |
| Nanne Grönvall             | 1986 (4:a) 1987 (4:a) 1996 (1:a) 1998 (4:a) 2003 (utsl.) | 1996 (3:a)            |
| Pay TV                     | 2004 (utsl.)                                             | –                     |
| Sanna Nielsen              | 2001 (3:a) 2003 (5:a)                                    | –                     |
| Shirley Clamp              | 2003 (utsl.) 2004 (2:a)                                  | –                     |
| 1. 2. 3. 4. 5. 6. 7. 8. 9. |                                                          |                       |

Deltävlingarna direktsändes i SVT1 varje lördag klockan 20.00–21.30. Tittarna avgjorde på egen hand resultatet i två omgångar; bidragen med flest respektive näst flest röster gick efter den andra röstningsomgången vidare direkt till final, medan bidragen med tredje respektive fjärde flest röster gick vidare till uppsamlingsheatet Andra chansen. De tre lägst placerade bidragen gallrades bort av tittarna redan efter första omgången, varpå räkneverken nollställdes för kvarvarande inför omgång två; det bidrag mest lägst antal röster i denna omgång fick sedermera också lämna tävlingen.
Likt tidigare år avgjorde tittarna resultatet genom att ringa. Nytt för i år var att ett billigare telefonnummer introducerades som komplement till det redan befintliga; tittarna kunda rösta genom att ringa antingen 099-329 0X, där X var bidragets startnummer, för 9,90 kronor per samtal varav 8,50 kronor gick till Radiohjälpen, eller 099-599 0X, där X var bidraget startnummer, för 2,95 kronor per samtal. Bidragen som gick vidare till röstningsomgång två behöll sina respektive startnummer. Hur många röster, och vilken placering, varje bidrag fick redovisades först efter turnéns slut, eftersom Sveriges Television inte ville påverka tittarna inför finalen. I samband med offentliggörandet av rösterna gick Sveriges Television också, för första och hittills enda gången, ut med antalet röster i omgång två på bidrag som efter omgång ett hade slagits ut ur tävlingen; dessa siffror redovisas i tabellerna nedan i gråbeige text. Observera att de tre redan utslagna bidragens placeringar bestämdes av antalet röster i den första omgången oberoende av det eventuella antalet inkomna röster efter utslagning.

### Deltävling 1: Göteborg
Deltävlingen sändes från Scandinavium i Göteborg lördagen den 12 februari 2005.

#### Startfält
Bidragen presenteras nedan i startordning.
| Nr | Artist/grupp       | Melodi           | Upphovsmän (text & musik)                                                                             |
| -- | ------------------ | ---------------- | --- |
| 1  | Alcazar            | Alcastar         | Johan Fransson (tm), Niklas Edberger (tm), Tim Larsson (tm), Tobias Lundgren (tm), Anders Hansson (m) |
| 2  | Cecilia Vennersten | Var mig nära     | Calle Kindbom (t), Robert Åhlin (m)                                                                   |
| 3  | Papa Dee           | My No 1          | Daniel Wahlgren (t), Bobby Ljunggren (m), Marcos Ubeda (m)                                            |
| 4  | Linda Bengtzing    | Alla flickor     | Johan Fransson (tm), Niklas Edberger (tm), Tim Larsson (tm), Tobias Lundgren (tm)                     |
| 5  | The Wallstones     | Invisible People | Johan Becker (tm), Karl Martindahl (tm)                                                               |
| 6  | Pay TV             | Refrain Refrain  | Håkan Lidbo (tm), Ulrika Lidbo (t)                                                                    |
| 7  | Nordman            | Ödet var min väg | Dan Attlerud (t), Mats Wester (tm)                                                                    |
| 8  | Shirley Clamp      | Att älska dig    | Shirley Clamp (t), Sonja Aldén (t), Bobby Ljunggren (tm), Robert Olausson (tm), Henrik Wikström (m)   |

#### Resultat
| Nr | Melodi           | Antal röster | Antal röster | Plac. | Anm.          |
| Nr | Melodi           | Omgång 1     | Omgång 2     | Plac. | Anm.          |
| -- | ---------------- | ------------ | ------------ | ----- | ------------- |
| 1  | Alcastar         | 35 976       | 43 010       | 4     | Andra chansen |
| 2  | Var mig nära     | 5 069        | 377          | 8     | Utslagen      |
| 3  | My No 1          | 25 446       | 490          | 6     | Utslagen      |
| 4  | Alla flickor     | 33 338       | 44 503       | 3     | Andra chansen |
| 5  | Invisible People | 32 355       | 40 205       | 5     | Utslagen      |
| 6  | Refrain Refrain  | 10 792       | 649          | 7     | Utslagen      |
| 7  | Ödet var min väg | 36 103       | 49 381       | 2     | Till final    |
| 8  | Att älska dig    | 69 785       | 77 713       | 1     | Till final    |

#### Siffror
- Antal TV-tittare: 3 172 000 tittare[14]
- Antal telefonröster: 498 872 röster[14]
- Summa pengar insamlad till Radiohjälpen: 1 563 052 kronor[14]

### Deltävling 2: Linköping
Deltävlingen sändes från Saab Arena i Linköping lördagen den 19 februari 2005.

#### Startfält
Bidragen presenteras nedan i startordning.
| Nr | Artist/grupp                  | Melodi                            | Upphovsmän (text & musik)                                       |
| -- | ----------------------------- | --------------------------------- | --------------------------------------------------------------- |
| 1  | Fredrik Kempe & Sanna Nielsen | Du och jag mot världen            | Fredrik Kempe (tm), Bobby Ljunggren (m), Henrik Wikström (m)    |
| 2  | Camilla Brinck                | Jenny                             | Camilla Brinck (tm), Tobias Karlsson (tm)                       |
| 3  | Group Avalon                  | Big Up                            | Djo Moupondo (tm), Marcus Landström (tm), Mohombi Moupondo (tm) |
| 4  | Arja Saijonmaa                | Vad du än trodde så trodde du fel | Dan Sundquist (tm), Åsa Jinder (m)                              |
| 5  | Josefin Nilsson               | Med hjärtats egna ord             | Jonas Isaksson (tm), Lotta Ahlin (tm), Tommy Lydell (tm)        |
| 6  | Cameron Cartio                | Roma                              | Cameron Cartio (tm), Robin Rex (m)                              |
| 7  | Bodies Without Organs         | Gone                              | Anders Hansson (tm), Mårten Sandén (tm)                         |
| 8  | Sanne Salomonsen              | Higher Ground                     | Henrik Jahnsson (tm), Jeanette Olsson (tm), Moh Denebi (tm)     |

#### Resultat
| Nr | Melodi                            | Antal röster | Antal röster | Plac. | Anm.          |
| Nr | Melodi                            | Omgång 1     | Omgång 2     | Plac. | Anm.          |
| -- | --------------------------------- | ------------ | ------------ | ----- | ------------- |
| 1  | Du och jag mot världen            | 38 642       | 65 313       | 1     | Till final    |
| 2  | Jenny                             | 15 031       | 351          | 7     | Utslagen      |
| 3  | Big Up                            | 15 032       | 242          | 6     | Utslagen      |
| 4  | Vad du än trodde så trodde du fel | 14 118       | 282          | 8     | Utslagen      |
| 5  | Med hjärtats egna ord             | 18 354       | 28 316       | 3     | Andra chansen |
| 6  | Roma                              | 16 232       | 27 293       | 4     | Andra chansen |
| 7  | Gone                              | 16 508       | 25 796       | 5     | Utslagen      |
| 8  | Higher Ground                     | 36 118       | 53 193       | 2     | Till final    |

#### Siffror
- Antal TV-tittare: 3 150 000 tittare[14]
- Antal telefonröster: 370 821 röster[14]
- Summa pengar insamlad till Radiohjälpen: 1 326 244 kronor[14]

### Deltävling 3: Skellefteå
Deltävlingen sändes från Skellefteå Kraft Arena i Skellefteå lördagen den 26 februari 2005.

#### Startfält
Bidragen presenteras nedan i startordning.
| Nr | Artist/grupp           | Melodi           | Upphovsmän (text & musik)                                                         |
| -- | ---------------------- | ---------------- | --------------------------------------------------------------------------------- |
| 1  | NaNa                   | Wherever You Go  | Larry Forsberg (tm), Lennart Wastesson (tm), Sven-Inge Sjöberg (tm)               |
| 2  | Kwanzaa                | Lovin' Your Feen | Ayesha Quraishi (t), Jean DC (m)                                                  |
| 3  | Jimmy Jansson          | Vi kan gunga     | Johan Fransson (tm), Niklas Edberger (tm), Tim Larsson (tm), Tobias Lundgren (tm) |
| 4  | LaGaylia               | Nothing At All   | Lars Edvall (tm), Mattias Reimer (tm)                                             |
| 5  | Josef                  | Rain             | Annelie Martin (t), Martin Blix (t), Bobby Ljunggren (m), Henrik Wikström (m)     |
| 6  | K2 feat. Alannah Myles | We Got It All    | Kee Marcello (tm), Michael Blair (tm), Zal (tm)                                   |
| 7  | Jessica Folcker        | Om natten        | Johan Fransson (tm), Niklas Edberger (tm), Tim Larsson (tm), Tobias Lundgren (tm) |
| 8  | Martin Stenmarck       | Las Vegas        | Johan Fransson (tm), Niklas Edberger (tm), Tim Larsson (tm), Tobias Lundgren (tm) |

#### Resultat
| Nr | Melodi           | Antal röster | Antal röster | Plac. | Anm.          |
| Nr | Melodi           | Omgång 1     | Omgång 2     | Plac. | Anm.          |
| -- | ---------------- | ------------ | ------------ | ----- | ------------- |
| 1  | Wherever You Go  | 25 053       | 38 891       | 3     | Andra chansen |
| 2  | Lovin' Your Feen | 3 179        | 409          | 8     | Utslagen      |
| 3  | Vi kan gunga     | 52 485       | 62 845       | 2     | Till final    |
| 4  | Nothing At All   | 20 706       | 24 753       | 4     | Andra chansen |
| 5  | Rain             | 23 410       | 24 597       | 5     | Utslagen      |
| 6  | We Got It All    | 11 712       | 424          | 7     | Utslagen      |
| 7  | Om natten        | 19 306       | 385          | 6     | Utslagen      |
| 8  | Las Vegas        | 76 508       | 73 538       | 1     | Till final    |

#### Siffror
- Antal TV-tittare: 2 942 000 tittare[14]
- Antal telefonröster: 458 101 röster[14]
- Summa pengar insamlad till Radiohjälpen: 1 506 077 kronor[14]

### Deltävling 4: Växjö
Deltävlingen sändes från Tipshallen i Växjö lördagen den 5 mars 2005.

#### Startfält
Bidragen presenteras nedan i startordning.
| Nr | Artist/grupp                            | Melodi                         | Upphovsmän (text & musik)                                                                  |
| -- | --------------------------------------- | ------------------------------ | ------------------------------------------------------------------------------------------ |
| 1  | Anne-Lie Rydé                           | Så nära                        | Anne-Lie Rydé (t), Thomas G:son (tm)                                                       |
| 2  | B-Boys International feat. Paul M       | One Step Closer                | Gustav Eurén (tm), Karl Eurén (tm), Niclas Arn (tm), David Seisay (m), Peter Thelenius (m) |
| 3  | Mathias Holmgren                        | Långt bortom tid och rum       | Calle Kindbom (tm), Thomas G:son (tm)                                                      |
| 4  | Rickard Engfors feat. Katarina Fallholm | Ready For Me                   | Dan Attlerud (t), Lars 'Dille' Diedricson (m), Peter Nordholm (m)                          |
| 5  | Date                                    | Hörde änglarna viska ditt namn | Fredrik Jernberg (tm), Johnny Thunqvist (tm), Pontus Wennerberg (tm)                       |
| 6  | Nanne Grönvall                          | Håll om mig                    | Ingela Forsman (t), Nanne Grönvall (tm)                                                    |
| 7  | Caroline Wennergren                     | A Different Kind of Love       | Sam McCarthy (t), Joacim Dubbelman (m), Martin Landh (m)                                   |
| 8  | Katrina & the Nameless                  | As If Tomorrow Will Never Come | Thomas G:son (tm)                                                                          |

#### Resultat
| Nr | Melodi                         | Antal röster | Antal röster | Plac. | Anm.          |
| Nr | Melodi                         | Omgång 1     | Omgång 2     | Plac. | Anm.          |
| -- | ------------------------------ | ------------ | ------------ | ----- | ------------- |
| 1  | Så nära                        | 19 043       | 25 124       | 5     | Utslagen      |
| 2  | One Step Closer                | 16 820       | 339          | 6     | Utslagen      |
| 3  | Långt bortom tid och rum       | 21 337       | 28 775       | 4     | Andra chansen |
| 4  | Ready For Me                   | 9 774        | 298          | 8     | Utslagen      |
| 5  | Hörde änglarna viska ditt namn | 14 930       | 525          | 7     | Utslagen      |
| 6  | Håll om mig                    | 53 726       | 67 876       | 1     | Till final    |
| 7  | A Different Kind of Love       | 29 456       | 63 664       | 2     | Till final    |
| 8  | As If Tomorrow Will Never Come | 30 632       | 30 763       | 3     | Andra chansen |

#### Siffror
- Antal TV-tittare: 3 102 000 tittare[14]
- Antal telefonröster: 413 082 röster[14]
- Summa pengar insamlad till Radiohjälpen: 1 255 983 kronor[14]

## Andra chansen: Stockholm
Andra chansen sändes från Berns i Stockholm söndagen den 6 mars 2005 och programleddes av Annika Jankell.
I uppsamlingsheatet tävlade de bidrag som hade placerat sig på tredje och fjärde plats i deltävlingarna. Inramningen av programmet bestod i att varje bidrags deltävlingsframträdande spelades upp, varpå tittarna utsåg vilka två som skulle bli de sista att gå till final. Tittarna kunde likt i deltävlingarna rösta genom att ringa antingen 099-329 0X, där X var bidragets startnummer, för 9,90 kronor per samtal varav 8,50 gick till Radiohjälpen, eller 099-599 0X, där X var bidragets startnummer, för 2,95 kronor per samtal. Till skillnad från fjolårets tävling avgjordes resultatet, precis som i deltävlingarna, i två röstningsomgångar; bidragen som placerade sig på femte till åttonde plats gallrades bort efter den första omgången, varpå räkneverken nollställdes. Av de fyra kvarvarande bidragen gick sedermera de två med flest antal röster vidare till final.
Sveriges Television lät likt i deltävlingarna presentera antalet inkomna röster i den andra omgången på de fyra redan utslagna bidragen; dessa siffror redovisas i tabellerna nedan i gråbeige text. Observera att de fyra redan utslagna bidragens placeringar bestämdes av antalet röster i den första omgången oberoende av det eventuella antalet inkomna röster efter utslagning.

### Startfält
Bidragen presenteras nedan i startordning.
| Nr | Artist/grupp           | Melodi                         | Upphovsmän (text & musik)                                                                             | Deltävl. |
| -- | ---------------------- | ------------------------------ | --- | -------- |
| 1  | Alcazar                | Alcastar                       | Johan Fransson (tm), Niklas Edberger (tm), Tim Larsson (tm), Tobias Lundgren (tm), Anders Hansson (m) | 1        |
| 2  | Linda Bengtzing        | Alla flickor                   | Johan Fransson (tm), Niklas Edberger (tm), Tim Larsson (tm), Tobias Lundgren (tm)                     |          |
| 3  | Josefin Nilsson        | Med hjärtats egna ord          | Jonas Isaksson (tm), Lotta Ahlin (tm), Tommy Lydell (tm)                                              | 2        |
| 4  | Cameron Cartio         | Roma                           | Cameron Cartio (tm), Robin Rex (m)                                                                    |          |
| 5  | NaNa                   | Wherever You Go                | Larry Forsberg (tm), Lennart Wastesson (tm), Sven-Inge Sjöberg (tm)                                   | 3        |
| 6  | LaGaylia               | Nothing At All                 | Lars Edvall (tm), Mattias Reimer (tm)                                                                 |          |
| 7  | Mathias Holmgren       | Långt bortom tid och rum       | Calle Kindbom (tm), Thomas G:son (tm)                                                                 | 4        |
| 8  | Katrina & the Nameless | As If Tomorrow Will Never Come | Thomas G:son (tm)                                                                                     |          |

#### Resultat
| Nr | Melodi                         | Antal röster | Antal röster | Plac. | Anm.       |
| Nr | Melodi                         | Omgång 1     | Omgång 2     | Plac. | Anm.       |
| -- | ------------------------------ | ------------ | ------------ | ----- | ---------- |
| 1  | Alcastar                       | 47 762       | 63 533       | 1     | Till final |
| 2  | Alla flickor                   | 38 861       | 54 253       | 2     | Till final |
| 3  | Med hjärtats egna ord          | 20 537       | 457          | 7     | Utslagen   |
| 4  | Roma                           | 18 945       | 555          | 8     | Utslagen   |
| 5  | Wherever You Go                | 28 510       | 38 254       | 4     | Utslagen   |
| 6  | Nothing At All                 | 27 547       | 53 126       | 3     | Utslagen   |
| 7  | Långt bortom tid och rum       | 25 472       | 289          | 5     | Utslagen   |
| 8  | As If Tomorrow Will Never Come | 24 489       | 200          | 6     | Utslagen   |

#### Siffror
- Antal TV-tittare: 1 497 000 tittare[14]
- Antal telefonröster: 441 657 röster (röstningsrekord för Andra chansen)[14]
- Summa pengar insamlad till Radiohjälpen: 1 067 715 kronor (insamlingsrekord för Andra chansen)[14]

## Finalen: Stockholm
Finalen sändes från Globen i Stockholm lördagen den 12 mars 2005 klockan 20:00–22:00 direkt i SVT1. Av de tio finalisterna hade åtta kvalificerat sig direkt från sina respektive deltävlingar, och två från uppsamlingsheatet Andra chansen.
Resultatet avgjordes likt tidigare år i form av kombinerad jury- och telefonröstning. Tittarna kunde ringa antingen 099-329 XX, där XX var bidragets startnummer, för 9,90 kronor per samtal varav 8,50 gick till Radiohjälpen, eller 099-599 XX, där XX var bidragets startnummer, för 2,95 kronor per samtal. Tittarna hade möjlighet att rösta även under tiden de elva jurygrupperna lämnade sina poäng. Varje jurygrupp representerades av ett regionalt nyhetsdistrikt och avlade poängen 1, 2, 4, 6, 8, 10 och 12; totalt 473 poäng. Tittarnas poäng blev multiplar av elva; 11, 22, 44, 66, 88, 110 och 132 poäng till de sju bidrag som fick flest röster i tittaromröstningen.

### Startfält
Bidragen listas nedan i startordning.
| Nr | Artist/grupp                  | Melodi                   | Upphovsmän (text & musik)                                                                             | Deltävl.  |
| -- | ----------------------------- | ------------------------ | --- | --------- |
| 1  | Martin Stenmarck              | Las Vegas                | Johan Fransson (tm), Niklas Edberger (tm), Tim Larsson (tm), Tobias Lundgren (tm)                     | 3         |
| 2  | Linda Bengtzing               | Alla flickor             | Johan Fransson (tm), Niklas Edberger (tm), Tim Larsson (tm), Tobias Lundgren (tm)                     | 1 + A. C. |
| 3  | Nordman                       | Ödet var min väg         | Dan Attlerud (t), Mats Wester (tm)                                                                    | 1         |
| 4  | Shirley Clamp                 | Att älska dig            | Shirley Clamp (t), Sonja Aldén (t), Bobby Ljunggren (tm), Robert Olausson (tm), Henrik Wikström (m)   | 1         |
| 5  | Sanne Salomonsen              | Higher Ground            | Henrik Jahnsson (tm), Jeanette Olsson (tm), Moh Denebi (tm)                                           | 2         |
| 6  | Caroline Wennergren           | A Different Kind of Love | Sam McCarthy (t), Joacim Dubbelman (m), Martin Landh (m)                                              | 4         |
| 7  | Alcazar                       | Alcastar                 | Johan Fransson (tm), Niklas Edberger (tm), Tim Larsson (tm), Tobias Lundgren (tm), Anders Hansson (m) | 1 + A. C. |
| 8  | Jimmy Jansson                 | Vi kan gunga             | Johan Fransson (tm), Niklas Edberger (tm), Tim Larsson (tm), Tobias Lundgren (tm)                     | 3         |
| 9  | Fredrik Kempe & Sanna Nielsen | Du och jag mot världen   | Fredrik Kempe (tm), Bobby Ljunggren (m), Henrik Wikström (m)                                          | 2         |
| 10 | Nanne Grönvall                | Håll om mig              | Ingela Forsman (t), Nanne Grönvall (tm)                                                               | 4         |

#### Resultat
| Nr | Melodi                   | Juryomröstningen | Juryomröstningen | Juryomröstningen | Juryomröstningen | Juryomröstningen | Juryomröstningen | Juryomröstningen | Juryomröstningen | Juryomröstningen | Juryomröstningen | Juryomröstningen | Juryomröstningen | Tittaromröstningen | Tittaromröstningen | Summa | Plac. |
| Nr | Melodi                   | Lå               | Uå               | Sl               | Fn               | Kd               | Öo               | Ng               | Gg               | Vö               | Mö               | Sm               | Poäng            | Antal röster       | Poäng              | Summa | Plac. |
| -- | ------------------------ | ---------------- | ---------------- | ---------------- | ---------------- | ---------------- | ---------------- | ---------------- | ---------------- | ---------------- | ---------------- | ---------------- | ---------------- | ------------------ | ------------------ | ----- | ----- |
| 1  | Las Vegas                | 12               | 12               | 6                | 4                | 12               | 12               | 12               | 8                | 10               | 8                | 6                | 102              | 208 716            | 110                | 212   | 1     |
| 2  | Alla flickor             | —                | —                | 10               | —                | —                | —                | —                | 2                | 2                | —                | 1                | 15               | 95 532             | —                  | 15    | 10    |
| 3  | Ödet var min väg         | —                | —                | —                | 1                | 1                | 1                | —                | —                | —                | 1                | —                | 4                | 111 684            | 11                 | 15    | 9     |
| 4  | Att älska dig            | —                | 10               | 4                | 10               | 4                | 10               | 10               | 10               | 6                | 10               | 12               | 86               | 153 923            | 44                 | 130   | 4     |
| 5  | Higher Ground            | 1                | 1                | 1                | 2                | 6                | —                | 4                | 6                | 4                | 6                | 4                | 35               | 36 219             | —                  | 35    | 7     |
| 6  | A Different Kind of Love | 4                | 4                | 8                | —                | 2                | 8                | 2                | —                | —                | —                | —                | 28               | 204 040            | 88                 | 116   | 5     |
| 7  | Alcastar                 | 8                | 8                | 2                | 6                | 10               | 2                | 8                | 1                | 12               | 2                | 10               | 69               | 165 497            | 66                 | 135   | 3     |
| 8  | Vi kan gunga             | 10               | —                | —                | 8                | 8                | —                | —                | —                | 1                | —                | —                | 27               | 130 021            | 22                 | 49    | 6     |
| 9  | Du och jag mot världen   | 2                | 6                | —                | —                | —                | 6                | 6                | 4                | —                | 4                | 2                | 30               | 40 437             | —                  | 30    | 8     |
| 10 | Håll om mig              | 6                | 2                | 12               | 12               | —                | 4                | 1                | 12               | 8                | 12               | 8                | 77               | 373 928            | 132                | 209   | 2     |

#### Siffror
- Antal TV-tittare: 4 054 000 tittare[14]
- Antal telefonröster: 1 519 997 röster (röstningsrekord för en final)[14]
- Summa pengar insamlad till Radiohjälpen: 4 105 936 kronor[14]

Total statistik för hela turnén:
- Genomsnittligt antal TV-tittare per program: 2 986 000 tittare
- Totalt antal telefonröster: 3 702 530 röster
- Total summa pengar insamlad till Radiohjälpen: 10 825 007 kronor

### Juryuppläsare
Juryuppläsarna satt på plats i Globen när de läste upp rösterna.
- Luleå: Roger Pontare
- Umeå: Micke Leijnegard
- Sundsvall: Kayo Shekoni
- Falun: Annika Jankell
- Karlstad: Marko Lehtosalo
- Örebro: Alexandra Pascalidou
- Norrköping: Shan Atci
- Göteborg: Lasse Kronér
- Växjö: Johanna Westman
- Malmö: Kattis Ahlström
- Stockholm: Ulf Elfving